# USB4
USB4（Universal Serial Bus 4）是USB4规范中指定的USB系统，USB开发者论坛于2019年8月29日发布了其1.0版本。
与以往的USB协议标准不同，USB4需要USB-C连接器，并且要需要USB PD的支持以进行供电。与USB 3.2相比，它允许建立DisplayPort和PCI Express隧道。这种架构定义了一种与多个终端设备类型动态共享单个高速链路的方法，该方法能够最好地按类型和应用处理数据传输。USB4产品必须支持20Gb/s的吞吐量，並可選擇性支持40或80Gb/s的吞吐量（上、下載速度對稱）。非對稱傳輸模式下，最高速度可達120Gb/s，另一方向則減至40Gb/s。由于进行了隧道传输，当传输混合数据时，即使只以 20 Gbit/s 的速率传输数据，实际的数据传输速率可能比USB 3.2更高。
USB4规范基于Thunderbolt 3协议规范。

## 总览

### 名称
USB4规范版本1.0（于2019年8月29日发布）使用“Universal Serial Bus 4”（“通用串行总线 4”）和“USB4”的名称。该版本发布之前的一些新闻报道使用术语“USB 4.0”和“ USB 4”。即使在修订版1.0发布之后，有些人还是故意写了“USB 4”，声称是“为了反映读者搜索的方式”。 

## 技术规范

### USB4规范

#### 历史
2019年3月，USB4首次正式宣布。 

#### 贡献者
在1.0版发布时，苹果（Apple）、惠普（hp）、英特尔（Intel）、微软（Microsoft）、瑞萨电子（Renesas）、意法半导体（ST）、德州仪器（TI）这些公司的员工参加了标准技术工作组。

#### 设计目标
USB4规范中阐明的目标是更高的传输带宽，帮助融合USB-C连接器的生态并“最大程度地减少终端用户的困惑”。实现此目的的一些关键领域是使用单个类型的USB-C连接器，同时保持与现有USB和Thunderbolt产品的兼容性。

#### 数据传输方式
USB4本身不提供任何的通用数据传输机制或设备类（不像USB 3.x），而是主要用于提供隧道以传输其他协议（如USB 3.2，DisplayPort和可选的PCIe）。尽管它确实提供了原生的“主机到主机”协议，但顾名思义，它仅在两个连接的主机之间可用，并用于实现主机IP网络。因此，当主机与设备不支持可选的PCIe隧道传输时，最大非显示带宽被限制为USB 3.2 20Gbps，而仅有USB 3.2 10Gbps是强制实现。
USB4支持如下的隧道传输协议： 
- USB 3.2（“增强型超高速”）隧道
- 基于DisplayPort 1.4a的隧道
- 基于PCI Express（PCIe）的隧道

USB4还需要支持DisplayPortAlternate Mode（备选模式）。因此可以使用USB4隧道或该备选模式传送DisplayPort信号。
USB-C连接器中的专用线始终支持USB 2.0。

##### 数据传输模式支持
某些传输模式是所有设备都支持的，但对其他传输模式的支持是可选的。这取决于设备的类型。
| 类型                           | 主机 | 集线器 | 外设   |
| ------------------------------ | ---- | ------ | ------ |
| USB 2.0 (480 Mbit/s)           | 是   | 是     | 是     |
| USB4 20 Gbit/s 传输            | 是   | 是     | 是     |
| USB4 40 Gbit/s 传输            |      | 是     |        |
| USB 3.2 (10 Gbit/s) 隧道       | 是   | 是     |        |
| USB 3.2 (20 Gbit/s) 隧道       |      |        |        |
| DisplayPort隧道                | 是   | 是     |        |
| PCI Express隧道                |      | 是     |        |
| 主机到主机（Host-to-Host）通信 | 是   | 是     | 不適用 |
| DisplayPort Alternate Mode     | 是   | 是     |        |
| Thunderbolt Alternate Mode     |      | 是     |        |
| USB-C Alternate Modes          |      |        |        |

##### USB 数据传输模式
| 名称                  | 图标   | 规范            | 规范            | 规范            | 规范            | 双通道 | 编码      | 速率   | 速率 |
| 名称                  | 图标   | USB4            | USB 3.2         | USB 3.1         | USB 3.0         | 双通道 | 编码      | Gbit/s | GB/s |
| --------------------- | ------ | --------------- | --------------- | --------------- | --------------- | ------ | --------- | ------ | ---- |
| SuperSpeed USB 5Gbps  |        | Does not appear | USB 3.2 Gen 1×1 | USB 3.1 Gen 1   | USB 3.0         | 否     | 8b/10b    | 5      | 0.5  |
| SuperSpeed USB 10Gbps |        | Does not appear | USB 3.2 Gen 2×1 | USB 3.1 Gen 2   | Does not appear | 否     | 128b/132b | 10     | 1.2  |
| 不適用                | 不適用 | Does not appear | USB 3.2 Gen 1×2 | Does not appear | Does not appear | 是     | 8b/10b    | 10     | 1.0  |
| SuperSpeed USB 20Gbps |        | Does not appear | USB 3.2 Gen 2×2 | Does not appear | Does not appear | 是     | 128b/132b | 20     | 2.4  |
| 不適用                | 不適用 | USB4 Gen 2×1    | Does not appear | Does not appear | Does not appear | 否     | 64b/66b   | 10     | 1.2  |
| 不適用                | 不適用 | USB4 Gen 3×1    | Does not appear | Does not appear | Does not appear | 否     | 128b/132b | 20     | 2.4  |
| USB4 20Gbps           |        | USB4 Gen 2×2    | Does not appear | Does not appear | Does not appear | 是     | 64b/66b   | 20     | 2.4  |
| USB4 40Gbps           |        | USB4 Gen 3×2    | Does not appear | Does not appear | Does not appear | 是     | 128b/132b | 40     | 4.8  |

1. 1 2 3 4   USB4 能够使用可选的里德-所罗门码进行前向纠错（RS FEC）。

USB4 Gen 2 与 USB3.2 Gen 2是不同的。它们仅有传输速率（10 Gbps）是相同的，但二者在电气层上的编码方式不同。
尽管需要支持双通道模式，但在其双通道连接的初始化期间仍使用了单通道操作。如果此时发生通道绑定错误，单通道连接也可以用作备选模式。
在Thunderbolt兼容模式下，根据Thunderbolt规格的要求，通道以10.3125 Gbps（Gen 2）或 20.625 Gbps（Gen 3）的更高速率工作。
USB-IF在COMPUTEX 2023展示最新USB4高速傳輸效能 （页面存档备份，存于）

#### 供电
在连接的建立前，需要先完成USB Power Delivery（USB PD）协商。USB4电源的每个接口必须提供至少7.5W（5V，1.5A）的供电。在USBPD协商之前，USB4设备的耗电需要小于250mA（默认）、1.5A或3A，5V（这取决于USB-C的电阻配置）。USB PD最高可提供100W 的功率。

#### Thunderbolt 3兼容性
USB4标准指出，USB4的设计目标是“保持与USB和Thunderbolt产品的现有生态系统的兼容性”。但是与Thunderbolt 3的兼容性仅对于主机和外设是可选的。

### 备用模式合作伙伴规格

#### DisplayPort Alt Mode 2.0
2020年4月29日，DisplayPort Alt Mode 2.0发布，它支持基于的DisplayPort 2.0。

## 软件支持
2020 年 3 月 29 日发布的Linux 5.6支持USB4。

## 硬体支持
在2020 年国际消费电子展（CES 2020）期间，USB-IF和英特尔表示打算允许支持了所有可选功能的产品作为Thunderbolt 4产品。预计首批与兼容的产品将是英特尔的Tiger Lake系列和AMD的Zen 3系列CPU，这些产品将于2020年末发布。
支持的设备有望在 2020 年出现。
2023年 ASMedia’s ASM2464PD USB4 Device Silion World's First to Receive USB-IF Certification （页面存档备份，存于）
全球第一個支援USB4 & Thunderbolt4 的非Intel陣營晶片於2024年獲USB-IF及 Thunderbolt4認證ASMedia
USB Promoter Group 首席执行官 Brad Saunders 预计，大多数带有的个人电脑将支持 Thunderbolt 3。但对于手机，制造商不太可能实现对 Thunderbolt 3 的支持。
2020年3月3日，赛普拉斯半导体宣布推出支持的新控制器。其中包括双端口的 CCG6DF 和单端口的 CCG6SF。